# Queens Are Trumps: Kirifuda wa Queen
Queens Are Trumps: Kirifuda wa Queen (切り札はクイーン?) è il quarto album in studio del gruppo musicale giapponese j-pop/j-rock SCANDAL, pubblicato il 26 settembre 2012 per l'etichetta Epic Records Japan, sotto-etichetta della Sony Music. L'uscita nei negozi è stata anticipata dai singoli HARUKAZE (utilizzato come sigla di apertura dell'anime Bleach), Taiyō Scandalous e Pin Heel Surfer. L'album è stato pubblicato in tre versioni, una standard costituita dal solo CD, una versione limitata CD+DVD, e una terza versione contenente anche un photobook di settantadue pagine.

## Il disco
Il disco ha debuttato al quarto posto nella Oricon Chart, con 35 424 copie vendute nella prima settimana.
Questo risultato fa delle SCANDAL l'unica girl-band ad avere mai avuto tutti e quattro gli album nella classifica top 5 delle classifiche Oricon al momento della loro uscita. Questo record era finora detenuto dalla band degli anni novanta Pink Sapphire, che piazzarono tre album nei primi cinque posti al momento dell'uscita.
Il 22 febbraio 2012 viene pubblicato il primo singolo estratto dall'album dal titolo HARUKAZE (春風? Brezza primaverile) composto appositamente per l'anime Bleach e utilizzato come quindicesimo opening. Il singolo vende 25 921 copie, debuttando al 6º posto della classifica Oricon e al 2º posto nella categoria animazione della classifica Billboard.
Il 19 giugno pubblicano in formato digitale il singolo Taiyou Scandalous (太陽スキャンダラス? Sole scandaloso), scritto con la collaborazione di NAOTO degli ORANGE RANGE che debutta al numero uno della classifica giornaliera della Rekochoku. Il singolo nel suo formato fisico viene pubblicato l'11 luglio, con all'interno due brani inediti (Dobon Dobondo - Cherry Jam e Koi no Hajimari wa Diet) nei quali le ragazze sperimentano nuove sonorità avvicinandosi all'elettropop e all'hip-hop. Il singolo vende 31 583 copie debuttando al 2º posto della classifica Oricon, diventando il singolo più venduto della carriera delle SCANDAL.
Il 12 settembre pubblicano il singolo Pin Heel Surfer (ピンヒールサーファー?), che all'uscita si piazza al 9º posto della classifica Oricon con 11 300 copie vendute.

## Tracce
CD
1. Queens Are Trumps (切り札はクイーン) – 3:41 (Mami Sasazaki, BU-NI)
2. Taiyō Scandalous (太陽スキャンダラス) – 5:06 (Haruna Ono, NAOTO)
3. Pin Heel Surfer (ピンヒールサーファー) – 5:01 (Sho Wada)
4. Rock'n Roll – 3:54 (Haruna Ono, Tomomi Ogawa, Yuichi Tajika)
5. Bitter Chocolate (ビターチョコレート) – 5:16 (Tomomi Ogawa, Rina Suzuki)
6. Kill the Virgin – 5:01 (Hajimetal)
7. Koe (声) – 4:50 (Keita Kawaguchi, Ryota Yanagisawa, Mami Sasazaki)
8. Rising Star – 3:33 (Haruna Ono, Tomohiro Okubo)
9. Bright – 5:17 (Rina Suzuki, Yuichi Tajika)
10. Welcome Home – 4:00 (Yuka Kawamura)
11. HARUKAZE (春風) – 4:37 (Haruna Ono, Mami Sasazaki, Tomomi Ogawa, Rina Suzuki, Noriyasu Isshiki)
12. Right Here – 4:13 (Satori Shiraishi)

DVD
1. Taiyou Scandalous wo 100-bai Tanoshimu Dance Movie
2. Almond Crush “Koi no Hajimari wa Diet” (Video)
3. Dobondobondo “Cherry Jam” (Video)
4. “Taiyou Scandalous” wo 100-bai Tanoshimu Dance

## Formazione
- HARUNA - voce - chitarra
- TOMOMI - basso - voce
- MAMI   - chitarra - voce
- RINA   - batteria - voce

## Classifiche
| Classifica (2012) | Posizione massima |
| ----------------- | ----------------- |
| Giappone          | 4                 |